# Daniel García
Daniel García Córdova (Córdoba, Veracruz, 28 de outubro de 1971) é um antigo atleta mexicano, especialista em marcha atlética. Ganhou a medalha de ouro nos 20 km marcha dos Campeonatos Mundiais de Atletismo de 1997, em Atenas, e foi medalhista de bronze nos Campeonatos Mundiais de Sevilha 1999.
Com 20 anos de idade, participou nas suas primeiras Olimpíadas (Barcelona 1992) onde foi sétimo classificado nos 20 km marcha. Nos Jogos de Atlanta 1996 competiu em ambas as modalidades de marcha, classificando-se em 9º nos 50 quilómetros e em 19º lugar nos 20 quilómetros. Finalmente, nos Jogos Olímpicos de 2000 ficou na 12ª posição nos 20 km marcha.
Como recordes pessoais, fez as marcas de 1:18:27 h nos 20 km marcha e de 3:50:05 h nos 50 km marcha.